# Миладин Кљечанин
Миладин Кљечанин-Кљечо (Очауш, 3. фебруар 1945 – 25. јул 2023) био је потпуковник Војске Републике Српске. Током Одбрамбено-отаџбинског рата био је командант 2. теслићке пјешадијске бригаде.

## Биографија
Завршио је Школу резервних официра, смјер пјешадија, 1967. у Билећи, а затим два специјалистичка курса. Дипломирао је 1985. на Факултету политичких наука у Загребу, гдје је 1989. и магистрирао, темом Економске основе одбране већих насеља. Прије ступања у ВРС био je командант Техничког школског центра ЈНА у Загребу, у чину мајора. У ВРС је био од 1. јула 1992. до демобилисања, 30. марта 1996. Био је командант батаљона и командант лаке пјешадијске бригаде. Рањен је августа 1992. У чин потпуковника унапријеђен је 1994. године. У ЈНА је одликован Орденом рада, а у ВРС Орденом Карађорђеве звијезде III реда и Орденом Немањића. Сахрањен је 28. јула у Очаушу.